# MyIQ
myIQ.com es una plataforma en línea que ofrece herramientas de evaluación cognitiva, incluido un test de cociente intelectual (CI) y recursos de formación diseñados para mejorar las capacidades cognitivas. El objetivo de la plataforma es ofrecer a los usuarios información sobre diversos aspectos de la inteligencia y el rendimiento mental. Funciona mediante un modelo de suscripción e incluye diversas funciones de evaluación y formación.

## Evaluaciones
Actualmente, myIQ.com ofrece un test de CI que consta de 25 preguntas, diseñado para ser completado en aproximadamente 15 minutos. La plataforma también tiene previsto introducir evaluaciones adicionales, entre las que se incluyen:
- Evaluación del tipo de personalidad: Un test de 30 preguntas destinado a evaluar los rasgos de personalidad.[5]
- Evaluación profesional: una prueba de 35 preguntas para ayudar a los usuarios a identificar las trayectorias profesionales adecuadas.[6]
- Evaluación de las relaciones: una prueba de 30 preguntas para conocer mejor las relaciones interpersonales.[7][8][9]

## Recepción
La plataforma tiene una política de uso que en cualquiera de las opciones, aceptes u omitas te hacen un cobro superior al anunciado, un engaño o triquiñuela con el que hacen negocio a costa de la gente que no lee las políticas de uso..